# Scarabeo (scooter)
Lo Scarabeo è un modello di scooter prodotto dalla casa motociclistica italiana Aprilia. Disponibile in diverse cilindrate, è stato presentato per la prima volta al pubblico nel 1993.
Inizialmente nato come modello in seno alla gamma Aprilia, oggi Scarabeo è un marchio a sé stante facente parte sempre del gruppo Piaggio.
Esce di produzione a fine 2020.

## Storia
Il primo veicolo a nome Scarabeo nasce in Aprilia nel gennaio del 1970 ed è uno scooter 50 cm³ da cross. Il nome deriva dalla cultura egizia: lo Scarabeo diventa il capostipite di una serie di fuoristrada con numerose motorizzazioni, che verrà prodotta fino al 1974.

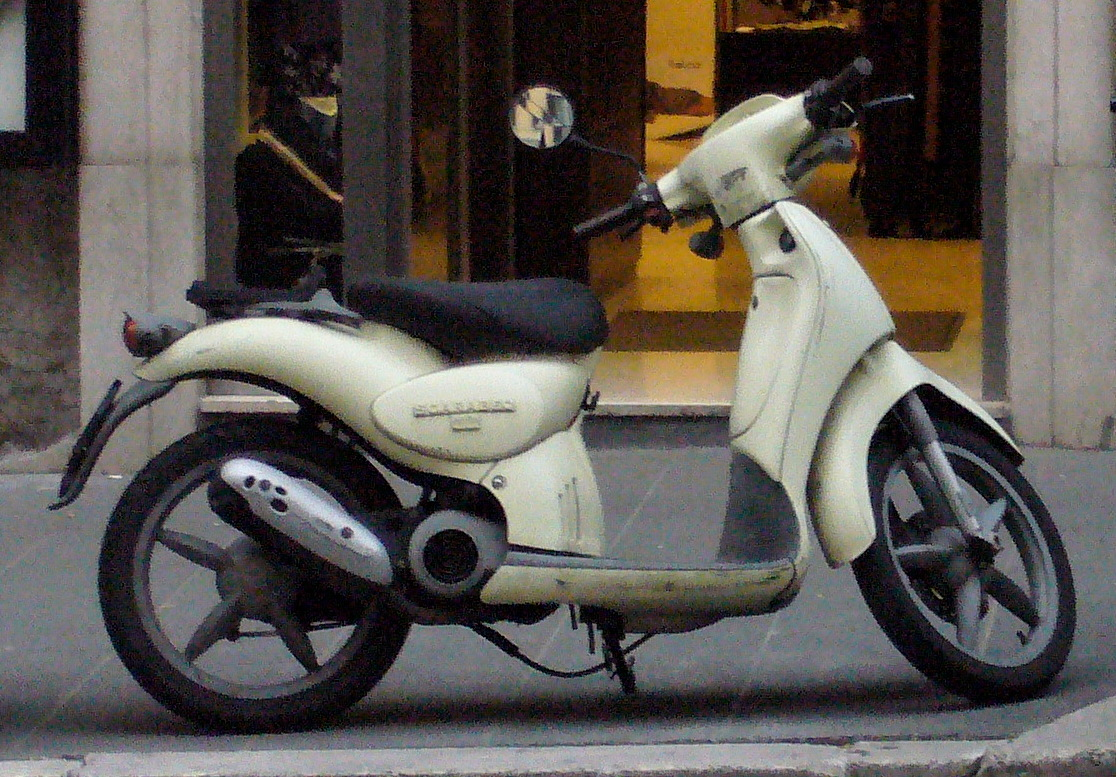
Aprilia Scarabeo 50

Il titolo della ricerca che, nel 1990, ha dato i natali allo scooter a ruota alta è “Studio per una City Bike”; il primo bozzetto presenta il tunnel centrale, la ruota a larga sezione, una forcella anteriore monobraccio.
Dalla matita di Giuseppe Ricciuti, designer di tutti gli Scarabeo, nascono due progetti: il primo deriva da una versione intermedia dell'originaria city bike (sospensioni tradizionali, ruote di sezione inferiore e tunnel centrale); il secondo, più snello, perde il tunnel e prevede ruote a sezione inferiore e diametro maggiore. Il 18 maggio 1992 viene presentata la maquette da cui nascerà lo Scarabeo definitivo. Inizia, a questo punto, un lavoro ingegneristico che impegnerà il team tecnico per circa un anno: Scarabeo è il primo veicolo Aprilia su cui è stato estensivamente usato il computer nello sviluppo tecnico.
Nel panorama delle motociclette del periodo, lo Scarabeo ha cercato di coniugare la protettività delle carenature tipiche degli scooter con le ruote "alte", cioè di dimensioni classiche anziché le più diffuse ridotte.
Nel settembre del 1993 al Salone Internazionale del Ciclo e Motociclo avviene la presentazione ufficiale. Tra il 1994 e il 1998 vengono introdotte alcune innovazioni tecniche come ad esempio il freno a disco. Nel 1999 nascono le cilindrate 125 e 150 presentate a Lisbona.

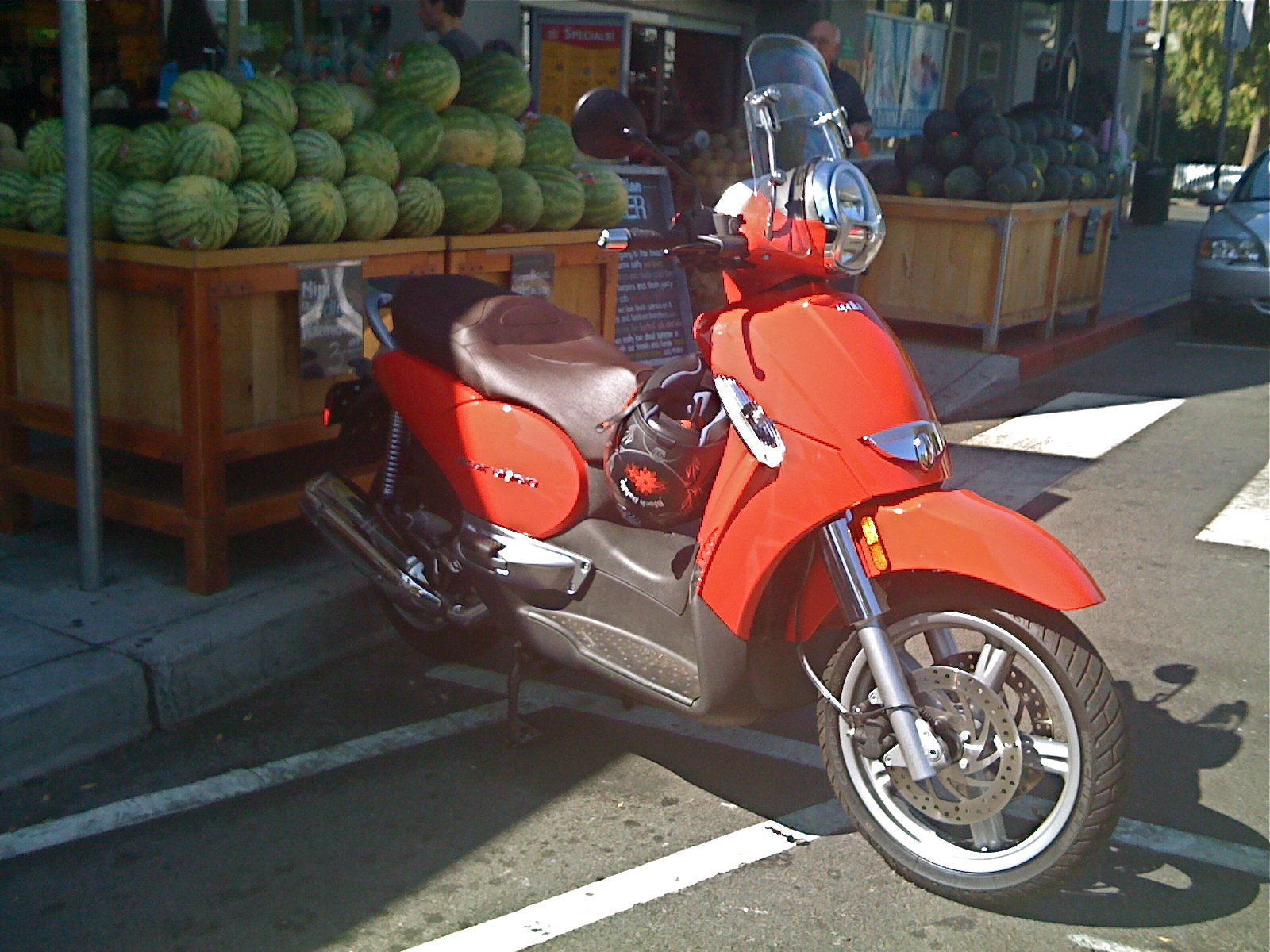
Scarabeo 500

I motori 50 e 100 usano lo stesso corpo carrozzeria, più piccolo, leggero e agile. Una versione più grande è destinata alle cilindrate 150 (fuori produzione) 125 e 200 (rinnovate nei primi mesi del 2009), mentre una terza versione è destinata alle cilindrate da 250, 300, 400 e 500. Questi ultimi motori sono ad iniezione elettronica e rispettosi delle norme antinquinamento Euro 3.
Nel 2001 la cilindrata 50 subisce un iniziale restyling e viene equipaggiata con motore a due tempi DiTech (iniezione diretta di prima generazione per ciclomotori), presente anche su un altro scooter Aprilia, lo sportivo SR.
I motori 125, 150 e 200, prodotti dalla Rotax fino al modello del 2001 e che si differenziavano per le sole misure del motore, vennero sostituiti dai modelli Piaggio che equipaggiano le Vespa GT, nelle cilindrate 125 e 200. Tutti i motori sono a quattro tempi raffreddati a liquido (esclusi i 50, sia a due che a quattro tempi, raffreddati ad aria), dotati di carburatore fino al 200 e di iniezione elettronica i motori 250, 300, 400 (fuori produzione) e 500.
Nel 2002 nasce la versione GT dello Scarabeo 125/200 a cui segue lo Scarabeo 500, uno scooter più granturismo, dal 2004 anche in versione con ABS. Nel 2005 Scarabeo festeggia quota 250.000 unità targate. Nasce anche una nuova versione grafica 50 cm³, denominata “Graphic”. Nel 2006 nascono le versioni “Street” con cilindrate 125 e 200, e arriva il nuovo 500, mentre nel 2007 viene lanciata la versione 250 ie della serie “grande” (stesso telaio dei 400/500) e arriva la nuova generazione della serie “piccola” 125/200.
Nel maggio 2014 viene presentata la rinnovata gamma 50 e 100 e le vendite dal debutto raggiungono le 750 mila unità.
Il 7 novembre 2017 viene annunciata la nuova gamma 2018 che viene ridimensionata alla sola versione 50 quattro tempi omologata Euro 4. Due le versioni: Classic e Street.
Il modello esce di produzione alla fine del 2020 a causa delle normativa anti inquinamento Euro 5 entrata in vigore il 1 gennaio 2021.